# Alexander Sawczynski
Alexander Sawczynski (né le 15 janvier 1924 à Vienne, mort le 6 décembre 1985 dans la même ville) est un chef décorateur autrichien.

## Biographie
Sawczynski travaille durant sa formation pendant la Seconde Guerre mondiale comme peintre et sculpteur et débute dans le cinéma.
En 1953,il est pleinement dans la décoration de cinéma. L'année suivante, il travaille auprès du réalisateur Ernst Marischka et devient l'assistant du décorateur Fritz Jüptner-Jonstorff. Sawczynski l'assiste notamment sur les reconstitutions des films historiques des décors et des costumes, surtout la série des Sissi. En 1955, il devient chef décorateur pour la Sascha-Film à l'égal de Jüptner-Jonstorff.
En accord avec la société, Sawczynski met fin à sa collaboration avec Jüptner-Jonstorff. Alors que son maître travaille de temps en temps pour des productions allemandes, la carrière d'Alexander Sawczynski décline à la fin des années 1960.

## Filmographie
- 1953 : Einmal keine Sorgen haben
- 1953 : Du bist die Welt für mich
- 1954 : Les Jeunes Années d'une reine
- 1955 : Mam'zelle Cri-Cri
- 1955 : Sissi
- 1955 : Mayerling - le dernier amour du fils de Sissi
- 1956 : Wenn Poldi ins Manöver zieht
- 1956 : Lügen haben hübsche Beine
- 1956 : Sissi impératrice
- 1957 : Die Winzerin von Langenlois (de)
- 1957 : Sissi face à son destin
- 1958 : La Maison des trois jeunes filles
- 1958 : Hoch klingt der Radetzkymarsch
- 1958 : Zauber der Montur (de)
- 1959 : Ich bin kein Casanova (de)
- 1959 : Zwölf Mädchen und ein Mann (de)
- 1959 : Wenn das mein großer Bruder wüßte
- 1960 : Meine Nichte tut das nicht
- 1960 : Kriminaltango
- 1961 : Les Aventures du comte Bobby
- 1961 : Junge Leute brauchen Liebe
- 1961 : Mariandl
- 1961 : Saison in Salzburg
- 1961 : La Chauve-Souris
- 1962 : La Douceur de vivre du comte Bobby
- 1962 : La Veuve joyeuse (Die lustige Witwe)
- 1962 : Mariandls Heimkehr
- 1962 : Hochzeitsnacht im Paradies
- 1963 : Der Musterknabe (de)
- 1963 : La Marraine de Charley
- 1963 : Ein Alibi zerbricht
- 1963 : Schwejks Flegeljahre (de)
- 1964 : Hilfe, meine Braut klaut (de)
- 1965 : Das ist mein Wien

## Source de la traduction
- (de) Cet article est partiellement ou en totalité issu de l’article de Wikipédia en allemand intitulé « Alexander Sawczynski » (voir la liste des auteurs).